# Maiden England World Tour
Tournées par Iron Maiden
The Final Frontier World Tour
Maiden England World Tour est une tournée du groupe Iron Maiden qui a débuté le 21 juin 2012 à Charlotte en Caroline du Nord aux États-Unis.
Les titres et la scène de la tournée reposent principalement sur le concert filmé original de 1989 du même titre, filmé durant la tournée 7th Tour of a 7th Tour en 1988 et dû pour la réédition de 2013. De ce fait, les chansons de la tournée sont presque entièrement constituées de matériel enregistré par le groupe dans les années 1980, plus particulièrement concentré sur leur septième album studio Seventh Son of a Seventh Son, promouvant la tournée 7th Tour of a 7th Tour.
La première partie de la tournée mondiale a eu lieu en Amérique du Nord, de juin à août 2012. Avec 34 dates pour l'étape d'ouverture, réalisant la plus grande tournée en Amérique du Nord pour le groupe depuis plus de 12 ans.